# Mestre Hulk
Sídney Gonçalves Freitas (Rio de Janeiro, 1962), mais conhecido como Mestre Hulk, é um mestre de capoeira brasileiro. 

## Biografia
Começou na capoeira em 1974 com Jorge Portes Ilídio (Mestre Portes), no Rio de Janeiro. Tornou-se mestre em 1983. Ganhou o cordel branco em 2013, no dia 7 de setembro, no SESC de Nova Iguaçu, das mãos do próprio Mestre Portes.
O grande feito de Mestre Hulk foi ganhar Desafio Internacional de Vale Tudo, disputado em agosto de 1995 no Maracanãzinho, derrotando com uma série de socos o favorito Amaury Bitetti, lutador de jiu-jitsu, no combate final, por nocaute, com apenas 22 segundos de luta.
Mestre Hulk fundou a Associação de Capoeira Terra Firme no dia 16 de setembro de 1993 e com sua vitória no Vale Tudo em 1995, uma vitória que entrou para a história da capoeira, o grupo Terra Firme cresceu muito e tornou-se um dos maiores grupos do Rio de Janeiro e posteriormente expandiu seus domínios pelo Brasil e pelo mundo.
Mestre Hulk é conhecido não só pela sua qualidade como capoeirista, como também por ser uma pessoa de bem, que tem um coração de ouro e a maior prova disso são seus trabalhos sociais, tanto em comunidades carentes como em instituições de apoio a crianças com necessidades especiais.